# Paul Walden
Paul Walden (Cēsis, 14 de julho de 1863 — Gammertingen, 22 de janeiro de 1957) foi um químico russo nacionalizado alemão.
Foi o criador da inversão de Walden, uma reação química envolvendo uma molécula quiral.